# Santa Maria dell'Orto dell'Istituto Antonio Maria Gianelli
Cappella Madonna dell'Orto, officiellt Santa Maria dell'Orto dell'Istituto Antonio Maria Gianelli, är ett kapell i Rom, helgat åt Jungfru Maria. Kapellet är beläget vid Via Mirandola i quartiere Tuscolano och tillhör församlingen Santi Fabiano e Venanzio.
Kapellet är särskilt helgat åt Jungfru Marie roll som Vår Fru av Trädgården. Den bibliska referensen återfinns i Höga Visan 4:12 (jämför hortus conclusus): 
| ” | En inhägnad trädgård är min syster och brud, en inhägnad trädgård, en förseglad källa. | „ |

Kapellet förestås av Figlie di Maria Santissima dell'Orto, kallade Gianelline, en kongregation grundad år 1829 av prästen Antonio Maria Gianelli (1789–1846; helgonförklarad 1951).

## Historia
Kapellet stod klart år 1931 och tillhör Figlie di Maria Santissima dell'Orto. Systrarna avlägger löftena kyskhet, fattigdom och lydnad och ägnar sig bland annat åt undervisning av barn och unga samt vård av sjuka och gamla.
År 1943, under andra världskriget, skadades kapellet i samband med en bombräd och restaurerades. Den enkla fasaden har ett rundfönster. Absiden har en monumentalmålning som framställer Jesus Kristus i majestät. Därtill finns i interiören en glasmålning som avbildar den helige Antonio Maria Gianelli. Baldakinen har inskriptionen Tu solus sanctus, tu solus Dominus, tu solus Altissimus.

## Kommunikationer
- Tunnelbanestation Lodi – Roms tunnelbana, linje
- Järnvägsstation Roma Tuscolana – Ferrovia Tirrenica